# Diamonds and Other Jewels
Diamonds and Other Jewels ist ein Jazzalbum des Walt Weiskopf European Quartet. Die am 25. Januar 2022 im Loft in Köln entstandenen Aufnahmen erschienen im Juli 2022 auf dem Label AMM.

## Hintergrund
Der Saxophonist Walt Weiskopf sei bereits seit vier Jahrzehnten auf der Bühne, schrieb Phil Freeman. Früheste Aufnahmen entstanden mit dem Toshiko Akiyoshi Jazz Orchestra, das 1984 veröffentlicht wurde, und davor arbeitete er mit der Buddy Rich Big Band. Bekannt wurde er einer breiteren Öffentlichkeit als Teil der Begleitband von Steely Dan. In den späten 2010er-Jahren konzentrierte sich Weiskopf auf seine Arbeit als Leiter seines europäischen Quartetts, zu dem zum Zeitpunkt der Aufnahme der Pianist Carl Winther, der Bassist Andreas Lang und der Schlagzeuger Anders Mogensen gehörten. Dies ist die fünfte Veröffentlichung seines europäischen Quartetts nach Introspection, entstanden Anfang 2020 in Kopenhagen.

## Titelliste
- Walt Weiskopf: Diamonds and Other Jewels (AMM 042)

1. Spartacus 5:30
2. Black Diamond 7:50
3. Other Jewels 5:47
4. Incantation 5:04
5. Thad Nation 6:11
6. My Old Flame (Arthur Johnston, Sam Coslow) 6:19
7. Blood Diamond 6:53
8. Everybody 3:38

Wenn nicht anders vermerkt, stammen die Kompositionen von Walt Weiskopf.

## Rezeption

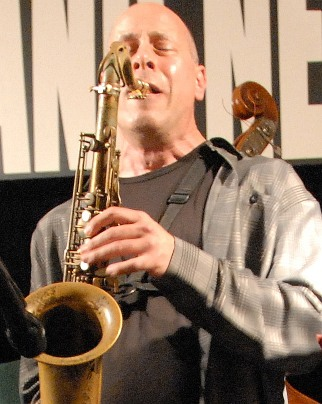
Walt Weiskopf (2014)

Phil Freeman meinte in Ugly Beauty/Stereogum, dies sei eine hart swingende, dabei melodisch einfallsreiche Platte mit einer Menge Energie. Weiskopf schreibe viele [gute] Melodien und fordere dabei sich und seine Bandkollegen gerne heraus. „Black Diamond“ sei eine Anspielung auf das Skifahren, und es gebe viele Drehungen und Wendungen und Unebenheiten, während sich die Band mit Geschwindigkeit durch das Stück bewege. Winthers Solo erinnere stark an McCoy Tyners Arbeit mit John Coltrane, aber Mogensen verleihe dem Beat einen zusätzlichen Kick. Und der Bandleader sei hier in Topform; er gleite an seinen Bandkollegen vorbei, jedoch ohne sie jemals zurückzulassen.
Nach Ansicht von Dan McClenaghan, der das Album in All About Jazz rezensierte, komme die Gruppe mit einer besonderen Ausdruckslust und einem spürbaren Gefühl der Experimentierfreudigkeit wieder zusammen, nachdem sie während der COVID-19-Pandemie größtenteils als Gruppe pausieren mussten. „My Old Flame“, die einzige Fremdkomposition des Albums, wurde 1944 von Billie Holiday aufgenommen; dies füge dem Repertoire ein willkommenes Stück beruhigender Vertrautheit hinzu. Auch McCleanghan sieht Gemeinsamkeiten mit dem Sound des frühen John Coltrane Quartet mit dem Pianisten McCoy Tyner, dem Schlagzeuger Elvin Jones und dem Bassisten Jimmy Garrison. Weiskopfs Solo in „Spartacus“ wiederum erinnere mit einer kantigen Experimentierfreude an den Saxophonisten Joe Henderson.
Jim Hynes (Glide Magazine) meinte, diese vitale, animierende Session offenbare Weiskopfs Stärken sowohl als Komponist als auch als energischer Solist, Attribute, die in den Hintergrund treten, wenn er mit Steely Dan spielen würde. Einfach gesagt, er sei ein Monster auf dem Tenorsaxophon. Dieser sollte die Zuhörer dazu bringen, in seinen Katalog nach seinen früheren Aufnahmen mit seinem europäischen Quartett zu suchen.